# Даниленко Володимир Андрійович
Володи́мир Андрі́йович Даниле́нко  (нар. 14 серпня 1948, с. Потопиха Липоводолинського району Сумської області) — український політик, депутат Верховної Ради України VI скликання, перший секретар Сумського обкому КПУ, член фракції КПУ (з 17.06.2008), член Комітету з питань екологічної політики, природокористування та ліквідації наслідків Чорнобильської катастрофи (з 09.2008).

## Біографія
Даниленко Володимир Андрійович народився 14 серпня 1948 р. в селі Потопиха Липоводолинського району Сумської області в селянській родині.
Навчання розпочав у Будильскій середній школі, а потім вступив до Лубенського лісового технікуму, який закінчив у 1967 році. Хлопець відразу був призваний до лав Радянської Армії. Відслужив два роки і демобілізувався у грудні 1969 року.
Після демобілізації Володимир Андрійович вирішив вступити до комуністичної партії. Діяльність він розпочав з посади секретаря комітету комсомолу Ворожбянського СПТУ-6 смт Мала Ворожба Лебединського району (01.1970 — 07.1972 рр.).
У 07.1972 — 07.1978 рр. був завідувачем відділу Лебединського райкомом комсомолу, пізніше обраний другим, згодом першим секретарем райкому комсомолу м. Лебедин Сумської області.
У 1978 році закінчив Харківський сільськогосподарський інститут ім. В. В. Докучаєва (нині — національний аграрний університет).
Після закінчення інституту очолив радгосп ім. Карла Маркса в с. Бишкінь Лебединського району, де пропрацював п'ять років.
1983 р. був обраний головою райвиконкому Лебединської районної ради народних депутатів.
Вже у грудні 1987 по вересень 1991 рр. він став першим секретарем Лебединського райкому Комуністичної партії України Сумської області.
У перший рік незалежності України (1991 р.) Володимир Андрійович стає першим заступником голови виконкому Лебединської районної ради народних депутатів. А з червня 1992 по грудень 1995 рр. він — заступник начальника управління сільського господарства Лебединської райдержадміністрації.
З 1995 по квітень 1997 рр. — перший заступник голови Лебединської райдержадміністрації, начальник управління сільського господарства Лебединської райдержадміністрації.
Шість років був головою правління ЗАТ АТД «Лебединський». РЗ лютого 2003 р. по травень 2007 р. перебував на посаді помічника-консультанта народних депутатів України.
Володимир Даниленко має дружину Ірину Олексіївну та трьох дітей.